# Левалле, Николас
Николас Левалле при рождении Николо Леважжи (исп. Nicolas Levalle; 6 декабря 1840, Кьявари, Лигурия, Италия — 1902, Буэнос-Айрес) — аргентинский военачальник, генерал-лейтенант, начальник генерального штаба аргентинской армии (1887—1890), трижды министр военного ведомства и флота (1886—1887, 1890—1892, 1897—1898).

## Биография

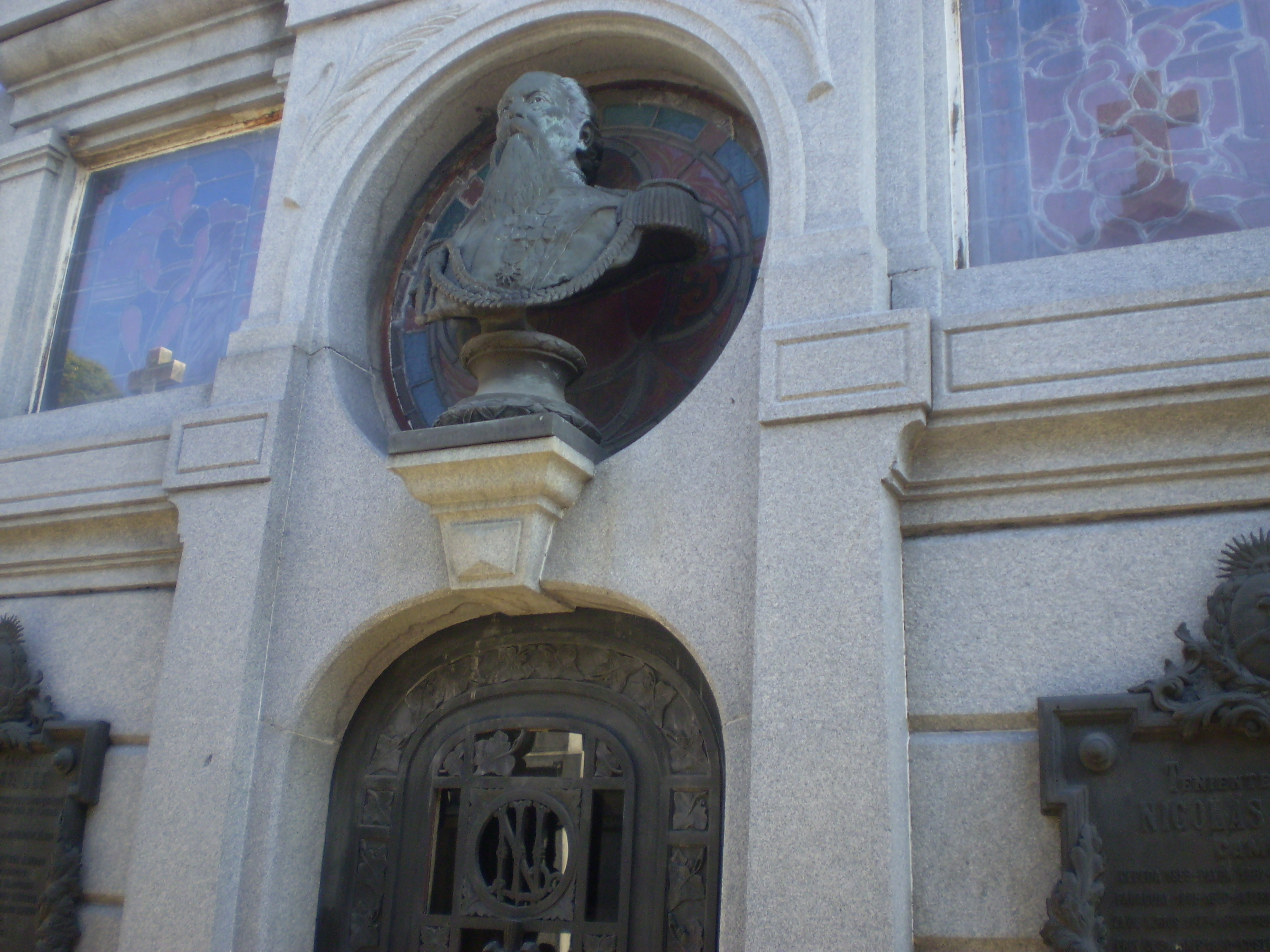
Деталь гробницы Николаса Левалле, кладбище Реколета, Буэнос-Айрес

Итальянского происхождения. Родился в знатной семье, которая прибыла в Буэнос-Айрес в 1842 году. Обучался в Военной академии (1857—1859).
Принимал активное участие в большинстве вооруженных конфликтов, которые произошли в Аргентине между 1852 и 1893 годами. Участник Парагвайской войны (1864—1870), гражданской войны в Аргентине (1891). Был командующим генеральным штабом аргентинской армии с 1887 по 1890 год. Трижды занимал пост министра военного ведомства и флота.
Николас Левалле был основателем аргентинского военного клуба (Military Circle). Принимал активное участие в кампаниях против индейцев во время Завоевания пустыни. В 1890 году участвовал в подавлении Парковой революции.
Умер от тяжёлой болезни. Похоронен на кладбище Реколета.

## Награды
- Крест Военных заслуг (Испания)

## Память
- Именем генерала названы город Хенераль-Левалье в провинции Кордова (Аргентина) и муниципалитет Хенераль-Лавалье провинции Буэнос-Айрес.